# Javesella obscurella
Javesella obscurella är en insektsart som först beskrevs av Karl Henrik Boheman 1847.  Javesella obscurella ingår i släktet Javesella och familjen sporrstritar. Arten är reproducerande i Sverige. Inga underarter finns listade i Catalogue of Life.